# Square des Aliscamps
Le square des Aliscamps est une voie du 16e arrondissement de Paris, en France.

## Situation et accès
Le square des Aliscamps est une voie privée située dans le 16e arrondissement de Paris. Il débute au 100, boulevard Suchet et se termine au 9, avenue du Maréchal-Lyautey.

## Origine du nom
Il porte le nom des Aliscamps, une nécropole, située à Arles, dans le département des Bouches-du-Rhône, remontant à l'époque romaine.

## Historique
Ce square est ouvert et prend sa dénomination actuelle en 1932 sur l'emplacement du bastion no 62 de l'enceinte de Thiers.

## Bâtiments remarquables et lieux de mémoire
- Bois de Boulogne